# Claudio Mutti
Claudio Mutti (Parma, 24 maggio 1946) è un saggista e editore italiano, direttore della Rivista di studi geopolitici Eurasia e fondatore delle Edizioni all'insegna del Veltro. Filologo di formazione, è studioso di lingue ugro-finniche.

## Biografia
Già da giovanissimo aderì al Movimento Sociale Italiano venendone successivamente espulso, aderì poi al movimento europeista-nazionalista Giovane Europa di Jean Thiriart nel quale era entrato anche Franco Cardini.
Dopo la crisi del movimento nel 1969 si unì al gruppo nazimaoista Lotta di Popolo e nel 1973 divenne presidente dell'associazione Italia-Libia. In quegli anni è autore di articoli volti a celebrare il socialismo libico di Muhammar Gheddafi. Nel 1979 è artefice di un'altra iniziativa: l'Associazione Europa-Islam con sede a Venezia.
Si è dedicato per molti anni alla filologia ugrofinnica, lavorando come assistente presso l'Università di Bologna, divenendo autore di una trentina di articoli e saggi sul folklore magiaro e sulla letteratura ungherese. Si è anche interessato all'utilizzo "politico" della lingua come strumento di egemonia culturale, definendo la lingua inglese come una sovrastruttura della proiezione egemonica degli USA a cavallo tra XX e XXI secolo.
Conoscitore della lingua e della cultura rumene, nel 1979 divenne titolare di una cattedra presso l'Istituto Italiano di Cultura di Bucarest, revocatagli in seguito ad un'interrogazione parlamentare dell'on. Antonello Trombadori, il quale chiedeva al governo "se fosse necessario affidare ad un nazista la rappresentanza della cultura italiana all'estero". Ha tradotto e presentato numerosi documenti della Guardia di Ferro e di Corneliu Zelea Codreanu per le Edizioni di Ar di Franco Freda. Per la stessa casa editrice ha pubblicato anche un'edizione commentata dei Protocolli dei Savi di Sion, curatele di opere di Ferenc Szálasi e Ion Moța ed antologie di discorsi di Muhammar Gheddafi e Adolf Hitler.
Interessato anche alle questioni musulmane, ha diretto, alla metà degli anni '80, la rivista Jihad, pubblicata in Italia e sostenuta dall'ambasciata iraniana a Roma. Ha tradotto numerosi testi sull'islamismo e scritti dell'ayatollah Khomeini attaccando a più riprese lo stato di Israele. Nel 1985 si è convertito all'Islam con il nome di Omar Amine in onore del colonnello delle SS Johann von Leers.
Ha fondato la casa editrice Edizioni all'Insegna del Veltro, in cui ha pubblicato studi sul simbolismo tradizionale, traduzioni commentate di filosofi greci, studi di storia medievale e contemporanea. Nel catalogo della casa editrice sono presenti autori quali Julius Evola, Corneliu Codreanu, Johann von Leers, René Guénon, Frithjof Schuon, Henry Corbin, Béla Hamvas, Werner Sombart, Drieu La Rochelle, Robert Brasillach, Karl Haushofer e Savitri Devi, nonché opere dello storico revisionista Robert Faurisson, e testi di autori marxisti "eretici" come Costanzo Preve e Gennadij Zjuganov.
Dal 2004 è nella redazione della rivista di geopolitica Eurasia, della quale è divenuto direttore nel dicembre 2011.
Ha insegnato fino all'a.s. 2010-2011 Italiano, Storia, Geografia, Latino e Greco presso il Liceo ginnasio statale Gian Domenico Romagnosi di Parma.
Si interessa di questioni riguardanti l'esoterismo, il simbolismo e le religioni.
Ha dedicato vari studi a filosofi e pensatori come Mircea Eliade, Emil Cioran, Friedrich Nietzsche, René Guénon e Julius Evola. Scrive sui periodici Vie della Tradizione e Fuoco.
Autore di una introduzione ai lavori del sociologo tedesco Werner Sombart, si è interessato anche all'estetica del nazismo e alla sua influenza.
Nel marzo 2014 Mutti è stato invitato in Iran da Hamed Ghashghavi, per partecipare alla Conferenza internazionale sul Profeta dell'Islam Muhammad, Cinema & Letteratura Mondiale.
Ha un figlio, Solimano Mutti, che è conosciuto come artista musicista neofolk sotto lo pseudonimo di Thulesehnsucht in der Maschinenzeit.

## Opere
- Gheddafi templare di Allah: la rivoluzione libica nei discorsi di Mo'ammar el-Gheddafi, Padova, Edizioni di Ar, 1975.
- Ebraicità ed ebraismo. I Protocolli dei Savi di Sion
- Simbolismo e arte sacra
- Pittura e alchimia
- Mystica Vannus
- L'Antelami e il mito dell'Impero
- Eliade, Vâlsan, Geticus e gli altri. La fortuna di Guénon tra i Romeni
- Il Nazismo e l'Islam
- L'asino e le reliquie
- Avium voces, 1998.
- L'unità dell'Eurasia
- L'estetica al potere. Pittura, scultura e architettura nel III Reich
- Imperium. Epifanie dell'idea di Impero, Genova, Effepi, 2005, pp. 130.
- Gentes
- Esploratori del Continente
- Julius Evola sul fronte dell'Est, Parma, Edizioni all'insegna del Veltro, coll. Quaderni del Veltro, 1998.
- Il linguaggio segreto dell'Antelami
- Simboli dell'Impero. Il messaggio antelamico di Borgo San Donnino
- Le penne dell'Arcangelo. Intellettuali e Guardia di Ferro
- A oriente di Roma e di Berlino. Europei ed Asiatici in lotta per l'Ordine Nuovo
- Democrazia e talassocrazia. Saggi di analisi geopolitica
- A domanda... risponde, prefazione di Pietrangelo Buttafuoco, Genova, Effepi, 2013, pp. 166.
- Saturnia regna. Monoteismo solare e teologia dell'Impero, Genova, Effepi, 2015, pp. 90.
- Hungarica. Incursioni nel mito e nella storia dei Magiari, Genova, Effepi, 2017, pp. 92.
- Colpo di Stato a Bucarest. Dal golpe alla fucilazione: gli accordi di Malta e la fine di Ceausescu, Genova, Effepi, 2018.
- Prospettive geopolitiche, Genova, Effepi, 2019, pp. 83.
- Testimoni della decadenza, Bari, L'Arco e la Corte, coll. Primordia, 2022, ISBN 9788831447201.
- Lectura Vergilii, Parma, Edizioni all'insegna del Veltro, 2022, ISBN 9788897600633.
- Psychostasia, Parma, Edizioni all'insegna del Veltro, 2023, ISBN 9788897600695.
- Europa, ridéstati!, Padova, Edizioni di Ar, coll. I Masnadieri, 2023, prefazione di Pietrangelo Buttafuoco.
- Roma dopo Roma. Configurazioni storiche dell'Impero Romano, Padova, Edizioni di Ar, coll. La Genealogia, 2024, introduzione di Franco Cardini, ISBN 9791280123268.
- Mosca, terza Roma, Padova, Edizioni di Ar, coll. La Genealogia, 2025, ISBN 9791280123299.

### Curatele
- Elena Codreanu, Lui, il Capitano. Un colloquio votivo, Padova, Edizioni di Ar, coll. Il tempo e l'epoca dei fascismi, 2018, ISBN 9788898672844.

### Traduzioni
- I versi d'oro. La summa della sapienza pitagorica (testo greco a fronte), Edizioni Mediterranee, 2010, introduzione e commento di Julius Evola.
- Claudio Claudiano, Phoenix, Parma, Edizioni all'insegna del Veltro, 2018, ISBN 9788897600282.
- Pseudo-Senofonte, Il regime politico degli Ateniesi, Parma, Edizioni all'insegna del Veltro, 2018, ISBN 9788897600220.
- Eunapio, Il Maestro dell'Imperatore. Massimo il teurgo e Giuliano il Grande, Padova, Edizioni di Ar, coll. Paganitas, 2020, ISBN 9788889515709.

### Articoli
- «Evola e l'Ungheria», Vie della Tradizione, n. 101, genn.-febbr. 1996.